# Christian Bauer (Kunsthistoriker)
Christian Bauer (* 12. Dezember 1963 in Wien) ist ein österreichischer Kunsthistoriker, Kurator und Museumsdirektor. Er ist Gründungsdirektor der Landesgalerie Niederösterreich in Krems und leitete das Haus bis Ende 2021. Seit Anfang 2022 ist der wissenschaftlicher Mitarbeiter am Department für Kunst- und Kulturwissenschaften der Universität für Weiterbildung Krems.

## Leben und Wirken
Christian Bauer studierte von 1984 bis 1990 Kunstgeschichte an der Universität Wien und absolvierte ein Doktoratsstudium an der Universität für angewandte Kunst Wien von 2008 bis 2010. Von 1990 bis 1992 übernahm er Freiberufliche Tätigkeiten. Von 1993 bis 1999 war Bauer in der Leitung der Abteilung Marketing, Werbung, PR, Öffentlichkeitsarbeit und Vermittlung des Kunstforums der Bank Austria tätig.
Bauer war von 2000 bis 2008 in der Geschäftsführung der Kunstmeile Krems BetriebsgesmbH und der NÖ Museum BetriebsgesmbH sowie Prokura der NÖ Kulturwirtschaft GesmbH. Als Geschäftsführer der Kunstmeile Krems begleitete er ihren Aufbau mit. Meilensteine sind hier die Gründung des Karikaturmuseum Krems und des Forum Frohner sowie die bauliche Adaptierung der Kunsthalle Krems. Weiter erarbeitete er mit dem Gestaltungsteam toikoi die Konzeption des Schiele-Geburtshauses am Tullner Bahnhof sowie des Egon-Schiele-Museum in Tulln. Bauers Forschungsschwerpunkt liegt auf der Kunst der Moderne mit einem Fokus auf dem Künstler Egon Schiele, zu dem er unter anderem zwei umfassende Publikationen im Hirmer Verlag herausgab: 2013 erschien Egon Schiele. Der Anfang, 2015 folgte Egon Schiele. Fast ein ganzes Leben. In seiner 2023 erschienen Publikation Erwin Osen. Egon Schieles Künstlerfreund beschäftigte sich Bauer mit Erwin Osen, einem zentralen Wegbegleiter Schieles, der in der Forschung bis dahin fast unbeachtet geblieben war.
Von 2009 bis 2015 ging er in die Selbstständigkeit mit Schwerpunkt auf internationale Ausstellungs,- Forschungs- und Publikationsprojekte. Seit 2015, ist er Künstlerischer Direktor der Landesgalerie Niederösterreich, Krems. Mit Jahreswechsel 2021/22 ist ihm Gerda Ridler in dieser Funktion nachgefolgt.

## Herausgeberschaften und Schriften
- Erwin Osen. Egon Schieles Künstlerfreund, München 2023
- Werkbesprechungen. In: Klaus Albrecht Schröder und Johann Winkler (Hg.): Oskar Kokoschka. München 1991
- Malerei und Grafik der zwanziger Jahre. In: Karl Steiner. Tendenzen der zwanziger Jahre. Wien 1992, S. 19
- Das Egon Schiele Museum in Tulln und die Anfänge des Künstlers. In: Egon Schiele Jahrbuch (Abkürzung: ESJB), Band 1, Wien 2012, S. 194
- Egon Schiele Museum in Tulln. In: Wolfgang Krug (Hg.): Landesmuseum Niederösterreich, 100 Jahre "festes" Haus. Wien 2012
- Das Goldene Zeitalter des Palais Mollard-Clary und die Erfindung der Blockbuster-Ausstellungen. Die Jahre 1951 bis 1986. In: Wolfgang Krug (Hg.): Landesmuseum Niederösterreich, 100 Jahre "festes" Haus. Wien 2012, S. 171
- Der Anfang. In: Egon Schiele. Der Anfang. München 2013, S. 157
- „Ich ewiges Kind“. Das Frühwerk als Vorbote der Reife. In: Egon Schiele. Der Anfang. München 2013, S. 8
- „Es gibt Dinge, die gehören einem nicht alleine.“ Werner Gradisch im Interview. In: Egon Schiele Jahrbuch (Abkürzung: ESJB), Band 2, Wien 2014
- Paths to Expression in Egon Schieles Portraiture. In: Alessandra Comini (Hg.): Egon Schiele. Portraits. New York 2014
- Egon Schiele. Fast ein ganzes Leben. München 2015
- Das Frühwerk Schieles. In: Tobias Natter (Hg.): Egon Schiele. Köln 2017